# Sessenheim
Sessenheim je francouzská obec v departementu Bas-Rhin v regionu Grand Est. V roce 2013 zde žilo 2 201 obyvatel.

## Poloha
Sousední obce jsou: Auenheim, Dalhunden, Drusenheim, Rountzenheim, Soufflenheim a Stattmatten.

## Vývoj počtu obyvatel
Počet obyvatel